# جردن بارنت (بازیکن فوتبال)
جردن بارنت (انگلیسی: Jordan Barnett؛ زادهٔ ۲۰ اکتبر ۱۹۹۹) بازیکن فوتبال است.